# Chloris (oiseau)
Genre
Chloris est un genre de passereaux comprenant six espèces de verdiers.

## Liste des espèces
- Chloris chloris – Verdier d'Europe
- Chloris sinica – Verdier de Chine
- Chloris spinoides – Verdier de l'Himalaya
- Chloris monguilloti – Verdier du Viêt Nam
- Chloris ambigua – Verdier d'Oustalet
- Chloris kittlitzi – Verdier des Bonin